# Панграти
Пангра́ти (греч. Παγκράτι) — район в юго-восточной части Афин, столицы Греции. Панграти граничит с общинами периферийной единицы Центральные Афины Вирон и Кесариани и районами Колонаки и Мец.
Географически современный Панграти соответствует границам античного городка Агра (Άγρας). Вероятно, район получил своё название по древнему храму Геракла.
В Панграти, рядом с церковью святого Спиридона (Ιερός Ναός Αγίου Σπυρίδωνος Σταδίου), стадионом Панатинаикос и площадью Проскопон (Πλατεία Προσκόπων) находится музей современного искусства Фонд Василиса и Элизы Гуландрис, в коллекцию которого входят работы Винсента Ван Гога («Сбор урожая оливок», 1889), Джексона Поллока («Номер 13», 1950), Пабло Пикассо («Обнаженная с поднятыми руками», 1907) и многих других мастеров.

## Достопримечательности

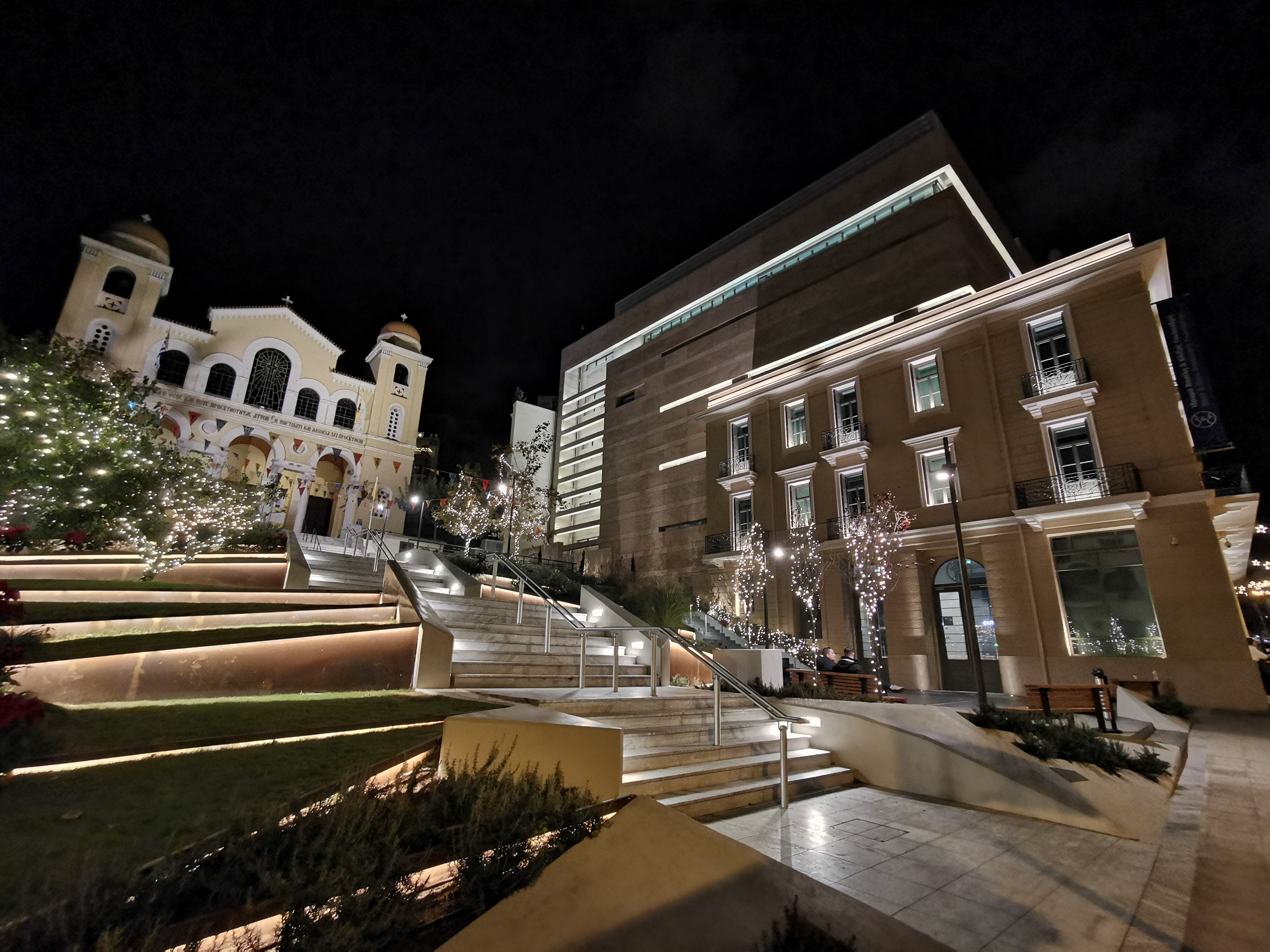

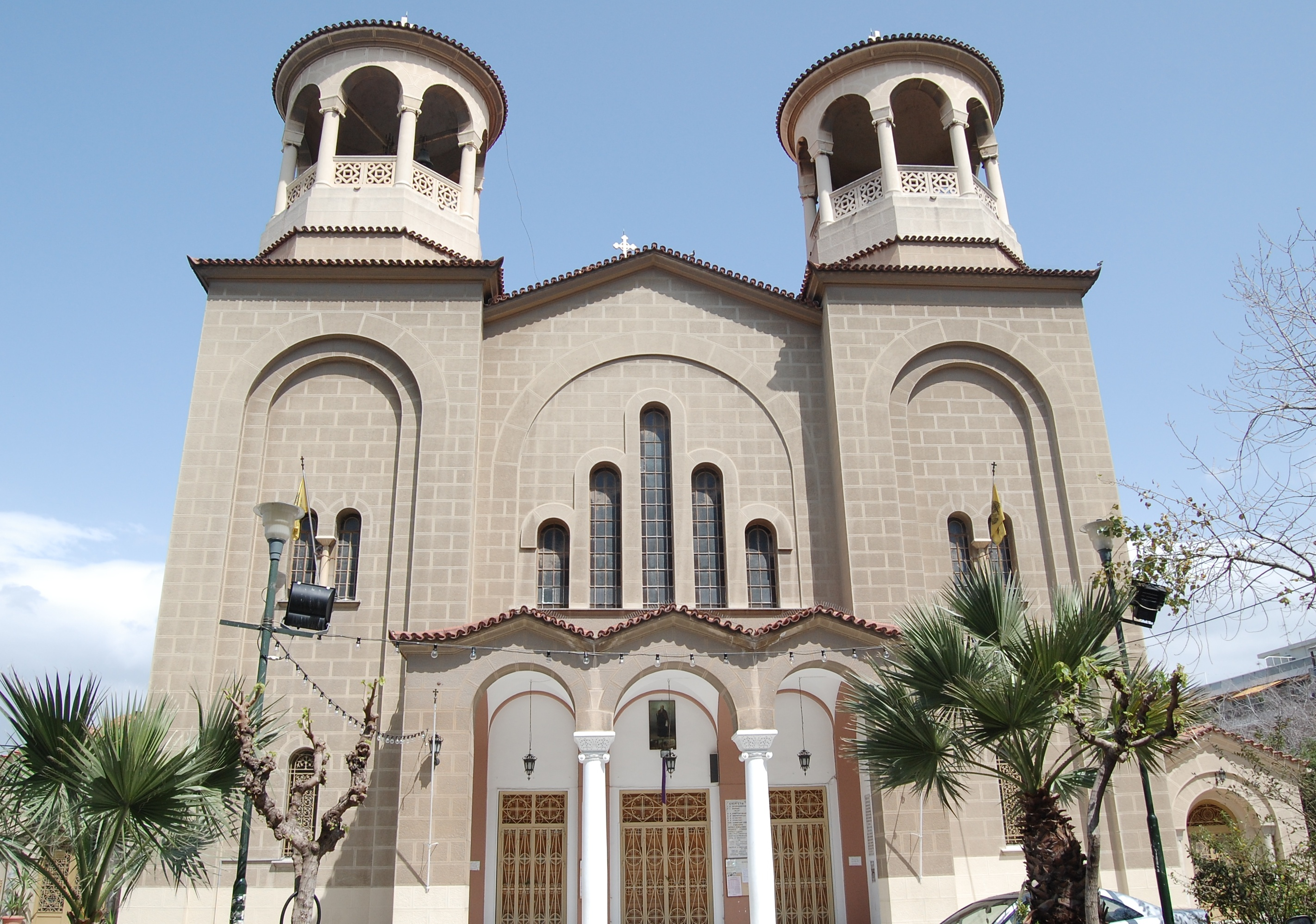
Церковь Пророка Илии

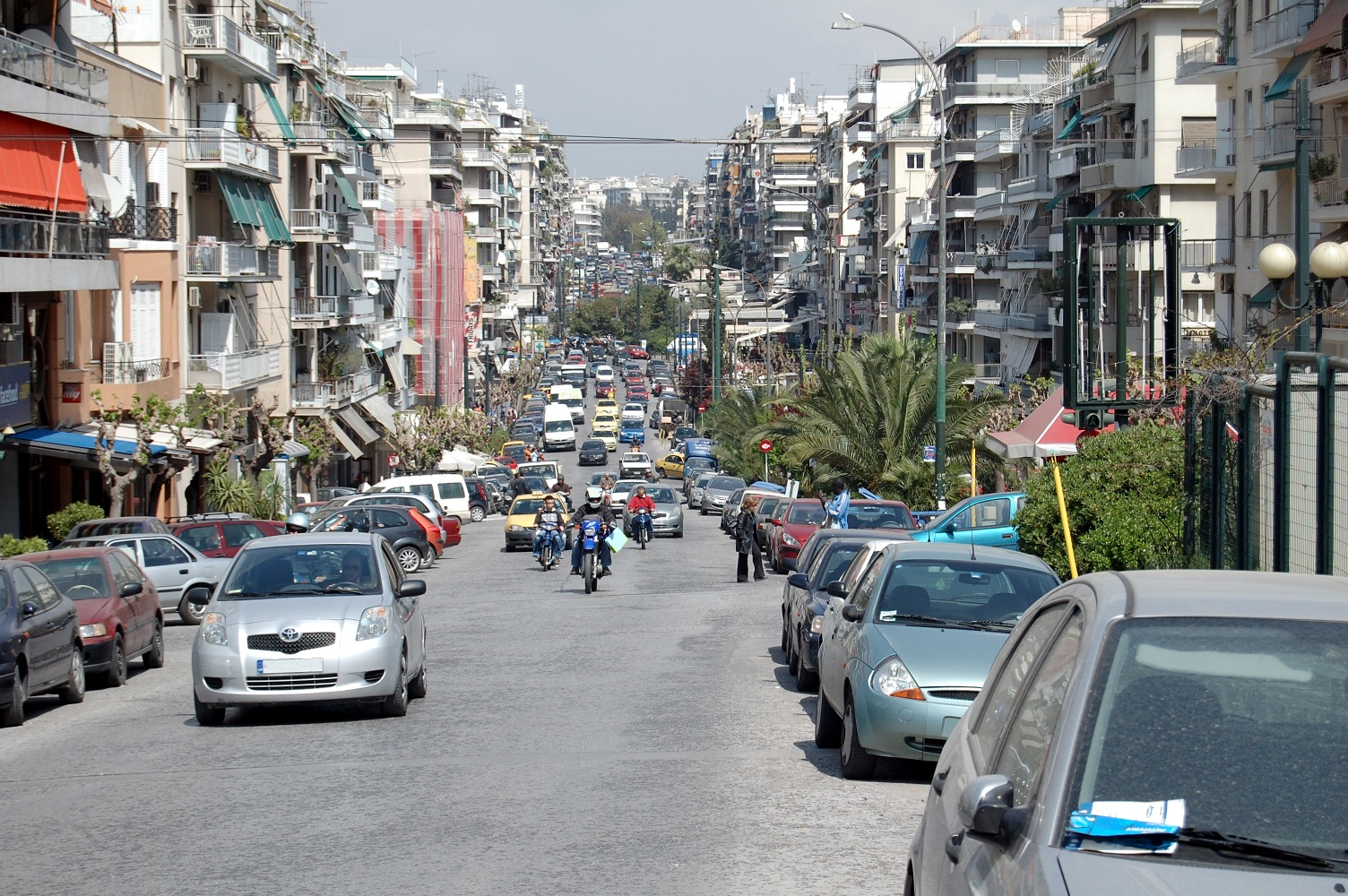
Улица Имиту

- Стадион Панатинаикос
- Первое афинское кладбище

## Известные жители
- Христодул (архиепископ Афинский)
- Дора Бакоянни
- Элли Коккину
- Георгиос Сеферис
- Каролос Папульяс
- Костас Караманлис
- Манос Хадзидакис
- Никитас Какламанис
- Теодорос Пангалос